# Simfonia núm. 7 (Weinberg)
La Simfonia núm. 7 en do major per a orquestra de corda i clavicèmbal, op. 81, de Mieczysław Weinberg va ser composta el 1964 i dedicada a Rudolf Barxai, que la va estrenar el mateix any amb l'Orquestra de Cambra de Moscou. En el mes d'octubre de 1967 va realitzar un enregistrament de la mateixa per al segell Melodiya.

## Moviments
1. Adagio sostenuto
2. Allegro – Adagio sostenuto
3. Andante
4. Adagio sostenuto
5. Allegro – Adagio sostenuto

## Origen i context
En la seva setena simfonia, Weinberg va combinar el gènere clàssic, la simfonia, amb un instrument (més o menys) barroc solista, el clavicèmbal i la música clàssica moderna. Aquesta combinació no va funcionar gens bé a la Unió Soviètica on s'havien prohibit modernitats massa grans. La música havia de ser entenedora per a tothom. Tampoc no va ajudar que el controvertit Andrei Volkonski (massa modern amb la seva tècnica de dotze tons) hagués contribuït a l'estrena d'aquesta obra tocant el clavicèmbal. Rudolf Barxai, també de procedència jueva, va marxar a Israel el 1977, una acció que va indignar profundament les autoritats soviètiques. Com a conseqüència, el seu nom va ser eliminat de tots els arxius discogràfics oficials.

## Anàlisi musical
L'ús del clavicèmbal en aquesta obra de Weinberg va ser una elecció transgressora per a la Unió Soviètica, sent interpretat en la seva estrena per Andrei Volkonski, un compositor conegut pel seu esperit modernista. Tot i que l'obra es fonamenta en el model barroc del concerto grosso, aquest estil no era únic ni inusual en la tradició soviètica, ja que altres compositors com Vladimir Ėnke i Gavril Popov també van utilitzar formes simfòniques derivades del concerto grosso, com es veu en el Concerto-Simfonia de Ėnke i la Tercera Simfonia de Popov.
L'obra de Weinberg consta de cinc moviments continus. El primer moviment, Adagio sostenuto, comença amb un solo de clavicèmbal en do major de caràcter händelià, evocant una sarabanda. Aquest tema es connecta amb la introducció del cicle de cançons A la font del passat (op. 50) de Weinberg, tot i que aviat apareixen notes dissonants que augmenten la tensió, la qual no es resol fins que entra la corda després d'una modulació a do menor. Aquesta secció presenta una interpretació més fosca dels motius inicials, i finalment, el clavicèmbal torna a aparèixer com a solista en un epíleg semblant a l'inici.
El segon moviment, un Allegro, comença amb un tema que evoluciona des d'un dels temes principals del primer moviment. La importància de l'element rítmic augmenta, destacant-se els pizzicatos i els enèrgics acompanyaments. El clavicèmbal, de tant en tant, duplica els violins i la viola, enriquint la textura sonora. Al final, torna breument com a solista abans d'introduir novament l'Adagio sostenuto del primer moviment, creant una transició fluida cap al següent.
El tercer moviment comença amb un Andante melancòlic que prescindeix del clavicèmbal i es basa en cèl·lules rítmiques contrastades, amb canvis cromàtics inusuals i reminiscències de la música de Mahler i Xostakóvitx. El violoncel solista interactua contrapuntísticament, acompanyat de pizzicatos. En el següent moviment, també anomenat Adagio sostenuto, el clavicèmbal torna a estar absent, i el to de la música es fa més intens i fosc, creant una atmosfera dramàtica.
El final de la simfonia destaca com el veritable nucli de l'obra, amb un Allegro molt ràpid en què el clavicèmbal torna com a instrument solista. Inicialment, imita una mandolina mitjançant la repetició de notes altes, a les quals les cordes s'uneixen aviat amb un ritme dinàmic que dóna a la música un aire fantasmagòric. Aquest passatge es transforma lentament en una intensificació ininterrompuda, amb efectes instrumentals especials com harmònics, glissandi i col legno. La peça culmina en un frenètic scherzo, per finalment concloure en un do major després d'una breu coda consoladora i una reminiscència del primer tema.